# QuonNet
QuonNetとは、早稲田総研インターナショナルが提供していたソーシャル・ネットワーキング・サービス。早稲田大学の社会貢献活動の一翼を担うが、早大とは関係なく自由に利用可能。
2020年12月25日をもってサービスを終了した。

## 概要
マナブ、ツドウ、アツメル、ツクルためのコミュニティ。自分の意見、作品、活動が、誰かにとってのマナビになるという学習コンセプトに基づいて設計されており、コミュニケーションの場、発表の場、活動の場を提供していた。早稲田大学卒業生の組織「稲門会」の活動もバックアップしていた。早稲田大学および関連企業のもつ多様なシーズと、企業や校友のニーズをマッチングし、アクティブで使用価値のあるビジネスネットワーク構築を目指していた。

## サービス内容
マナブ
講座やワークショップなど。他者とのかかわりのなかから自分を発見するためのプログラム。 
ツドウ
趣味の仲間、地域の集い、同窓会、サークルからNPOまで、情報交換や活動記録、イベントの告知等。 
アツメル
写真、動画、音声、資料等、いま持っている何かをアップロード。同好の士が集まってコレクションを蒐集。
ツクル
映像、漫画、小説、エッセイ、自分史、作品集など、作品の発表の場。